# Мику Хацунэ
Ми́ку Хацу́нэ (яп. 初音ミク Хацунэ Мику) — японская виртуальная певица, созданная компанией Crypton Future Media 31 августа 2007 года. Для синтеза её голоса используется технология семплирования голоса живой певицы с использованием программы Vocaloid компании Yamaha Corporation. Голосовым провайдером послужила японская актриса и певица (сэйю) Саки Фудзита. Оригинальный образ был создан японским иллюстратором KEI Garou, также работавшим над внешностью других вокалоидов для Crypton Future Media. Диски с песнями Мику завоёвывали первые позиции в японских чартах. 
Мику Хацунэ является самым известным и популярным вокалоидом и стала поп-идолом. Также, благодаря технологии псевдообъёмной проекции на полупрозрачный экран, она даёт и живые концерты. На её страницу в Facebook подписано около 2,5 миллионов пользователей.  

## История

Коробочное издание Hatsune Miku для Vocaloid 2

О разработке голосового банка Мику было объявлено 25 июня 2007 года. В то время, когда работа была завершена на 90 %, также стало известно её имя. Чуть позже, 12 августа 2007 года, из блога Crypton стала известна её фамилия и было объявлено об отправке банка на бета-тест. Мику Хацунэ, под кодовым именем CV01, стала первым вокалоидом Character Vocal Series и Character Voice. Многие ошибочно полагают, что она была первым вокалоидом, выпущенным на движке Vocaloid 2, однако первой была выпущена Sweet ANN. Фамилия выбрана путём сочетания слов «хацу» (яп. 初, первый) и «нэ» (яп. 音, звук), а имя «Мику» (яп. ミク) переводится как «будущее».
Основой для «голоса» Мику Хацунэ стал голос сэйю Саки Фудзита. В отличие от других речевых синтезаторов, программа настроена, прежде всего, на создание J-pop и данс-поп песен, обычно играющих в аниме, но возможно создание также и песен других жанров.
Популярный японский видео-сайт Nico Nico Douga сыграл основную роль в популяризации программы. Вскоре после выпуска программного обеспечения, пользователи Nico Nico Douga начали публиковать видеоклипы по созданным песням. Согласно Crypton, ремикс популярного видео «Як цуп цоп», где вместо Орихимэ Иноуэ песню исполняет фанатская тиби-версия Мику под названием Хачунэ Мику (яп. はちゅねミク), показал возможности использования программного обеспечения в создании развлекательного мультимедиа-контента. По мере роста популярности вокалоидов, Nico Nico Douga стал местом для творческого сотрудничества пользователей. Популярные песни иллюстрируются и анимируются в 2D и 3D формате одними пользователями и перерабатываются в ремиксы другими.
18 октября 2007 веб-сайт Internet BBS сообщил, что Мику Хацунэ стала жертвой цензуры со стороны поисковых систем Google и Yahoo! ввиду того, что изображения с ней не появлялись в первых строках их фотопоиска. Google и Yahoo! оспорили данное обвинение, ссылаясь на информационный дефект — при поиске запроса «Hatsune Miku» последний дробился на составляющие его слова «Hatsune» и «Miku». Обе компании выразили готовность исправить проблему как можно скорее. 19 октября изображения Мику появились на Yahoo!.
С увеличением популярности Мику Хацунэ стала востребованным персонажем для косплея и коллекционных фигурок.
Цветовая схема и изображение Мику Хацунэ были использованы в оформлении BMW Z4 от Studie (магазин тюнинга для BMW), которая участвовала в классе GT300 Super GT сезона 2008. Автомобиль был назван «Hatsune Miku Studie Glad BMW Z4». 23 августа 2009 года Мику выступила «вживую» в рамках концерта Animelo Summer Live (посвящённый песням, связанным с аниме) и на Anime Festival Asia (AFA) 2009 в Сингапуре.
8 октября 2010 года, на New York Comic-Con, генеральный директор компании Crypton Хироюки Ито заявил, что если за Мику в Facebook проголосуют 39390 людей, то будет разработан английский голосовой банк. Проект получил название «MIKUCASH Project». 17 ноября 2010 года Ватару «Wat» Сасаки, являющийся одним из ответственных за разработку голосового банка Мику Хацунэ, подтвердил в своём твиттере, что страницу Мику посетило более 39390 людей. 4 декабря 2010 года Wat сообщил, что ещё не решено о дате выхода английского голосового банка, а также, для какой версии Vocaloid он выйдет.

## Личные данные
Мику Хацунэ 16 лет, при росте 1 м 58 см она весит 42 кг. Цвет волос — бирюзовый. Персонажа иногда изображают с луком-пореем, который стал её отличительным атрибутом.

## Культурное влияние

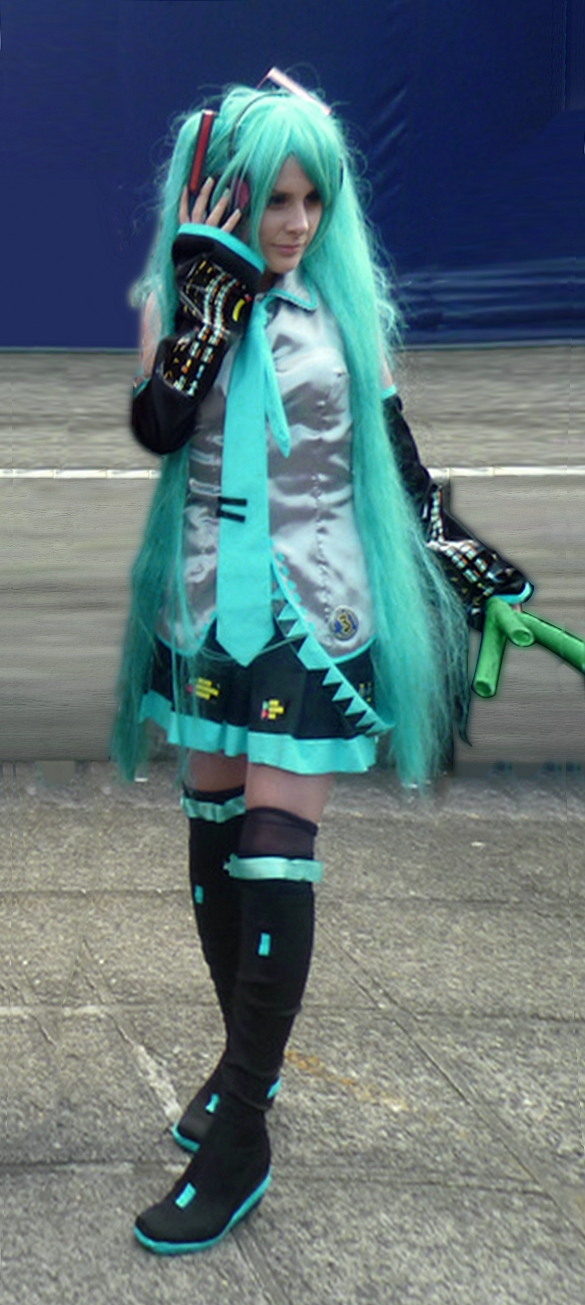
Косплей Мику на фестивале Kurisumasu в Коста-Рике (2009)

Мику Хацунэ используется во многих произведениях искусства, рекламе, играх и так далее. Японский пользователь, скрывающийся под ником Negipoyoc, разработал для Oculus Rift программу MikuMikuSoine, которая позволяла пользователю «спать» вместе с Мику.

### Аниме и манга
Мику Хацунэ является главным персонажем манги Maker Hikōshiki Hatsune Mix, написанной её иллюстратором KEI Garou. Манга включает в себя как многочисленные сражения, так и бытовые сцены, однако они не связаны единым сюжетом.
Две песни Мику звучат в качестве эндингов к 12-му эпизоду Akikan! и к сериалу Yamishibai: Japanese Ghost Stories. Отсылки к её внешности имеются в сериалах Lucky Star (OVA), Kämpfer, Baka to Test to Shoukanjuu, Maria Holic и Himouto! Umaru-chan.
Сама Мику Хацунэ впервые появилась в одном из эпизодов аниме «Прощайте, горе-учитель», где участвовала в прослушивании на голос Мэру Отонаси. В Chrome Shelled Regios она появляется на большой плазменной панели. Как регулярный персонаж Мику присутствует в двух сериалах: Shinkansen Henkei Robo Shinkalion и Dropkick on my Devil! (3-й сезон).
17 января 2025 года в Японии вышел полнометражный аниме-фильм по вселенной музыкальной ритм-игры Hatsune Miku: Colorful Stage! — Project Sekai Movie: Kowareta Sekai to Utaenai Miku (с яп. — «Проект „Мир“: Сломанный мир и не поющая Мику», англ. Colorful Stage! The Movie: A Miku Who Can’t Sing). Это первое полноценное аниме, где Мику Хацунэ является главной героиней. За первые 2 дня после выхода фильм на кассовых сборах собрал 300 млн. ¥. Фильм также вышел в Северной Америке 17 апреля 2025 года.

### Игры
- Первой игрой с участием Мику Хацунэ стала 13-sai no Hello Work DS для Nintendo DS, где она выступает одной из героинь[34][35]. 22 мая 2008 года Мику появилась в японской версии сетевой многопользовательской игры PangYa[36][37].
- В игре Yakuza 5 для PlayStation 3 можно найти снежные скульптуры Мику по всему городу, её игрушку можно выиграть в игровом автомате, а играя за Харуку, есть возможность одеть её в костюм Мику и поучаствовать в танцевальных битвах[38].
- В игре 7thDragon 2020 II Мику Хацунэ выступает в роли неигрового персонажа, таинственной певицы по прозвищу «Hatsune Miku Type 2021»[39][40].
- Создатели визуального романа «Бесконечное лето» использовали образ Мику (наряду с другими популярными персонажами русскоязычных форумов) в качестве прототипа для одноимённой героини, которая по сюжету является членом музыкального кружка.

2 июля 2009 вышла первая часть серии музыкальных видеоигр Hatsune Miku: Project DIVA от компании Sega на платформе PlayStation Portable. Позже на PSP вышли продолжения Hatsune Miku: Project DIVA Extend и Hatsune Miku: Project DIVA 2nd. В 2010 вышла версия игры для аркадных автоматов — Hatsune Miku: Project DIVA Arcade, а в 2013 — Hatsune Miku: Project DIVA Arcade Future Tone.
Также вышла игра для мобильных устройств Hatsune Miku: Colorful Stage!: 30 сентября 2020 года — японская версия, 7 декабря 2021 года — глобальная.
14 января 2025 года в Fortnite Festival стартовал седьмой «сезон», посвящённый Мику Хацунэ.

### Музыка
Американский певец Фаррелл Уильямс сделал ремикс на популярную песню Мику, «Last night, Good night», написанную Livetune.
В марте 2014 года Crypton Future Media совместно с японской рок-группой BUMP OF CHICKEN записали музыкальный видеоклип под названием «Ray» («Луч»). В нём Мику в режиме реального времени пела совместно с живыми исполнителями. Клип был опубликован на их официальном YouTube-канале 12 марта 2014 года. Также был выпущен концертный клип, снятый во время выступления группы в Tokyo Dome, где Мику появилась на экране в огромном кристалле и снова спела дуэтом с вокалистом BUMP OF CHICKEN. Мировой тур «Miku EXPO 2016» прошёл сначала в Японии, затем в США, Мексике и Китае.
Американский исполнитель Mr.Kitty использовал голос Мику Хацунэ в своей песне «Puzzle Heart».
13 октября 2021 года музыкант Geoxor выпустил ремикс на песню Мику «World is Mine».

### Опера и театр
23 ноября 2012 в Tokyo Opera City Hall состоялось выступление Японского Филармонического оркестра под дирижированием Наото Отомо в сотрудничестве с известным японским композитором Исао Томита. Одна из частей концерта, «Ihatov Symphony», была исполнена Мику. Музыка выступления была написана Исао под вдохновением от работ Кэндзи Миядзава. В конце мая 2015 по запросу правительства Китая «Ihatov Symphony» была проведена в Пекине.
В начале 2013 года была представлена вокалоид-опера композиторов Кэйитиро Сибуи и Тосики Окады «The End». Она была поставлена в токийском Yamaguchi Center for Arts and Media, а в ноябре того же года в Париже, в театре Шатле. Концерт проводился под слоганом:

Жива ли Мику? А если жива, то сможет умереть? Может ли воображаемый персонаж знать смерть? И какое это отношение имеет к пользователям и поклонникам?
Оригинальный текст (англ.)Is Miku Alive? Is it a separate being and can it die? Can an imaginary character know death? What connection does it have to users and fans?

Японский художник Йокобокс занимался созданием 3D-модели Мику, нарядив её при этом в одежду, разработанную специально для концерта американским модельером Марком Джейкобсом. В интервью французскому радио Жан-Люк Шоплен, режиссёр театра Шатле в Париже, где трижды в ноябре 2013 года ставилась опера, высказал своё положительное мнение об этой технологии. Позже концерт «The End» прошёл в Амстердаме.
В Bunkamura Orchard Hall (Токио) 12 ноября 2016 прошёл вокалоид-балет «Dr. Coppelius», над которым перед самой смертью работал Исао Томита. Вокалоид-балет «Dr.Coppelius» планировалось поставить в апреле 2017 года с Новым Японским филармоническим оркестром в Sumida Triphony Hall, Токио. Также планировалось выпустить BluRay-диск с этим концертом.

### Реклама
Мику Хацунэ часто появляется на японском телевидении во время рекламы. Среди прочего, она участвовала в рекламе автомобиля Toyota Corolla и сети магазинов FamilyMart.

### Телепередачи
Мику присутствовала на американской телепередаче «Позднее шоу с Дэвидом Леттерманом».